# Ceraceopsora elaeagni
Ceraceopsora — вид грибів, що належить до монотипового роду Ceraceopsora з родини Chaconiaceae. Назва вперше опублікована 1984 року.

## Поширення та середовище існування
Знайдений на Elaeagnus umbellata на острові Хонсю  в Японії.